# 樱井浩子
樱井浩子（日语：桜井 浩子、さくらい ひろこ、1946年3月4日— -），是日本女演员、現為圆谷制作所属的编导製片人。她因饰演圓谷製作的知名特攝作品《超異象之謎》、《超人力霸王》而聞名。
本名为古矢浩子。出身于东京都目黑区。爱称为ロコ。

## 來歷
在1957年時，作為兒童角色在電影《船頭姊妹》出道，1961年初中畢業後櫻井進入東寶公司，正式開始的演藝生涯。主要作品有《怪獸軍團》。在1966年1月開始參演《超異象之謎》，櫻井因飾演女主角攝影記者·江戶川由利子而受到關注。同年7月開播的《超人力霸王》中，櫻井繼續出演科学搜查队的富士秋子角色。
1967年，在《颱風與櫻郎》之後離開東寶，專注於電視劇。並在年代劇和偵探劇中扮演過許多反派角色。1971年，她裸身出演了实相寺昭雄执导的電影《曼陀羅》。在昭和時代的超人力霸王系列中，她客串了1967年的《超人七號》、1974年的《超人力霸王雷歐》和1981 年的《超人力霸王80》。
1980年代後半期，她的演藝事業陷入停頓。1994年出版的《超人力霸王青年編年史-富士成員的929天》（小學館）是特攝相關表演者和工作人員的開創性自傳作品。
近年來，她是圓谷製作的製作人。2005年，他在《超人力霸王馬克斯》中飾演吉永教授，並因與黑部進在此合作成「早田富士組合」而受到關注。在2008年的電影《大決戰!超人力霸王8兄弟》中，時隔41年第一次扮演了平行世界中早田的妻子「早田明子」。在從事演員工作期間，他曾擔任圓谷製作公司的協調員和製片人，並經常出現在媒體和活動中。
2021年1月，YouTube頻道“ROCO TALK”開通，並定期邀請嘉賓進行演講，當二瓶正也於同年8月去世後，樱井開設了一個推特帳號。

## 获奖经历
2008年度 - 第18次日本电影批评家大奖金色辉煌奖。

## 出演

### 電視劇
- 超人力霸王系列
  - 超異象之謎（1966年、TBS）- 江戶川由利子
  - 超人力霸王（1966年-1967年、TBS）- 富士明子隊員
  - 超人七號 第12話（欠番，1967年、TBS）- 山邊早苗
  - 超人力霸王雷歐 第30話（1974年、TBS / 圓谷製作） - 星村加奈子
  - 超人力霸王80 第30話（1981年、TBS / 圓谷製作） - 斉藤美絵子（武夫の母）
  - 超人七號 太陽能作戰（1994年、NTV）（1994年、日本電視台 / 圓谷製作） - 櫻井博子（特別出演）
  - 超人力霸王高斯（2001年、每日放送 / 圓谷製作） - 克萊弗貢（聲演）
  - 超人力霸王馬克斯（2005-2006年、CBC / 圓谷製作） - 吉永由香里

### 電影
- 超人力霸王系列
  - 長篇怪獸電影超人力霸王（1967年、東宝） - 富士明子隊員
  - 超人力霸王傑斯（1996年、松竹） - 富士子
  - 復活！超人力霸王（1996年、松竹） - 富士明子隊員（聲）
  - 超人力霸王傑斯2：光與影（1997年、松竹） - 富士子
  - 超人力霸王高斯 THE FIRST CONTACT（2001年、松竹） - 湊熱鬧的女人（友情出演）
  - 超人力霸王梅比斯&超人兄弟世紀之戰（2006年、松竹） 富士明子隊員（回憶）
  - 大決戰!超人力霸王8兄弟（2008年、松竹） - 早田明子
  - ULTRAMAN：崛起（2024年6月14日、Netflix） - 奶奶（聲）

### 非戲院首映
- 超人七號：EVOLUTION EPISODE:1 「黑暗之面」（2002年、 圓谷製作） - 小百合老師（貝加薩星人）
- 超異象之謎：萬城目淳的表白（日语：ウルトラQ怪獣伝説 万城目淳の告白）（NBC環球娛樂、2005年）- 江戶川由利子
- 超人力霸王：40年後的真相（日语：ウルトラマン怪獣伝説 40年目の真実）（NBC環球娛樂、2005年）- 富士秋子隊員

### CM
- 超人力霸王耐斯（1999年、圓谷）- 夢星菊

## 飾演樱井浩子的演員
電視劇
- 實相寺吾子（日语：実相寺吾子）（想成為超人力霸王的男人：星光森林的月之船（日语：ウルトラマンをつくった男たち_星の林に月の舟）（1993年、TBS）- 富士隊員・桃井浩美
- 江口弘美（超人力霸王馬克斯（2005年、CBC） - 櫻木弘子

## 关联项目
- 西条康彦
- 佐佐木守
- 佐原健二
- 实相寺昭雄
- 小林昭二
- 黑部进
- 二瓶正也
- 毒蝮三太夫